# Krążki cebulowe
Krążki cebulowe (ang. onion rings) – przekąska i rodzaj fast foodu w kuchni brytyjskiej i kuchni amerykańskiej, składająca się z pierścieni cebuli otrzymanych w wyniku cięcia cebuli w poprzek, a następnie panierowanych i smażonych na głębokim tłuszczu.

## Historia
Jeden z wczesnych przepisów pochodzi z roku 1802 z brytyjskiej książki kucharskiej The Art of Cookery, Made Easy and Refined, w którym zaleca się przygotować miksturę z mąki, śmietany, jajek, soli i parmezanu, a następnie dodać pokrojone cebule i obsmażyć do momentu, kiedy będą brązowe. Według innych teorii pierścienie cebuli smażone na głębokim tłuszczu zostały stworzone przez kucharzy teksańskich w latach 20. XX wieku. Powstało wiele przepisów różniących się składem panierki, sposobem jej przyprawiania, a także rodzajem cebuli zastosowanym do przygotowania przekąski.

## Podstawowa wersja

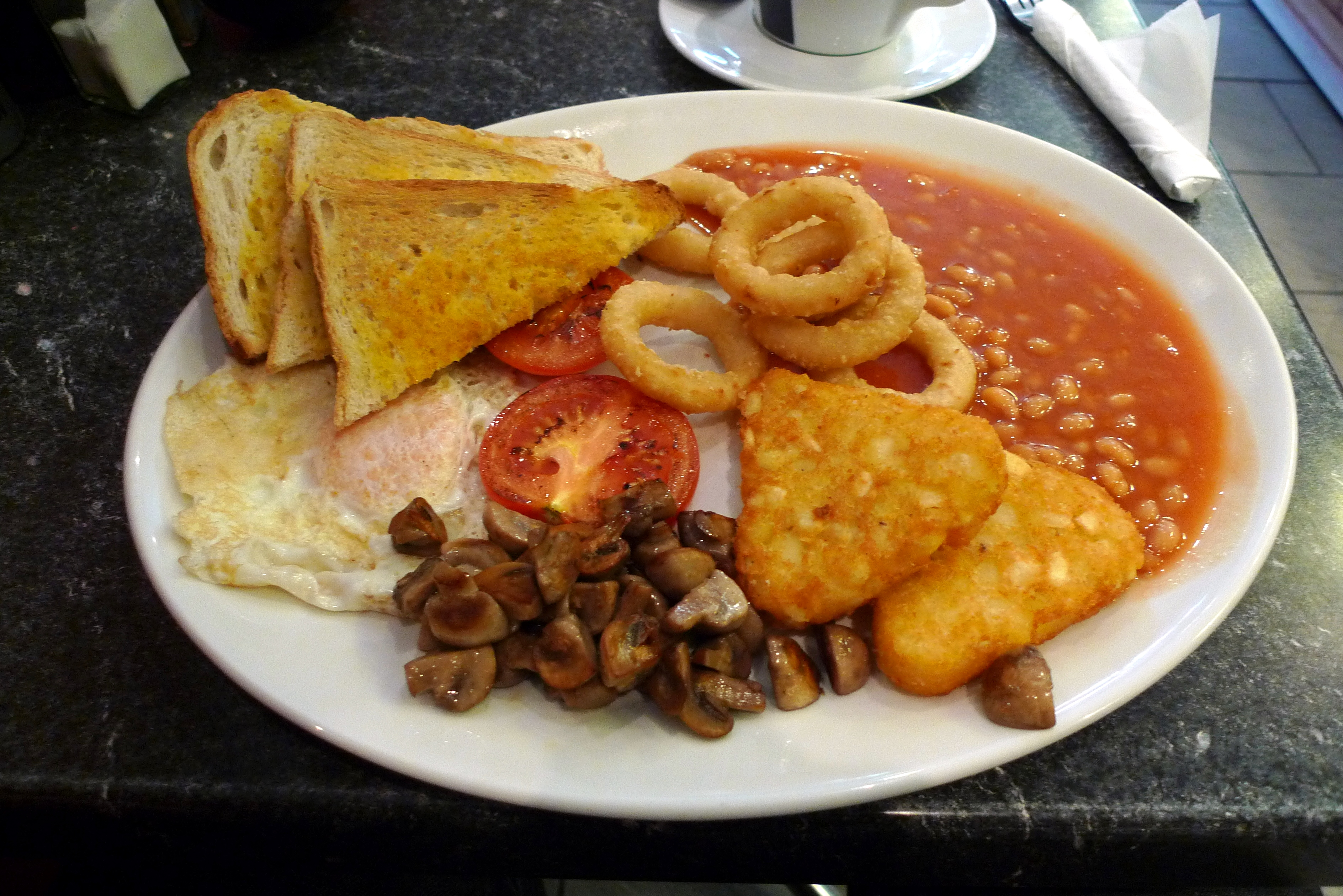
Onion rings jako składnik posiłku

W wersji podstawowej przekąska składa się z pierścienia cebuli o szerokości ok. 1 cm i panierki wykonanej z mąki i gazowanej wody mineralnej. Smażona jest na głębokim oleju w temperaturze 180 °C przez około 4 minuty. 100 g przekąski zawiera 348 kalorii, 12 g tłuszczów, w tym 2,3 g tłuszczów nasyconych, 54 g węglowodanów, 7,2 g cukrów, 4,8 g błonnika i 0,6 g soli.

## Krążki cebulowe w kulturze
W Stanach Zjednoczonych corocznie 22 czerwca obchodzony jest narodowy dzień krążków cebulowych (National Onion Rings Day).
Mimo iż przekąska onion rings jest wegetariańska, nie zalicza się jej do standardowej porcji pięciu warzyw i owoców w ciągu dnia – prozdrowotnej akcji społecznej niektórych rządów, głównie z uwagi na niezdrową panierkę i wysoką zawartość soli.